# Matthew Wood

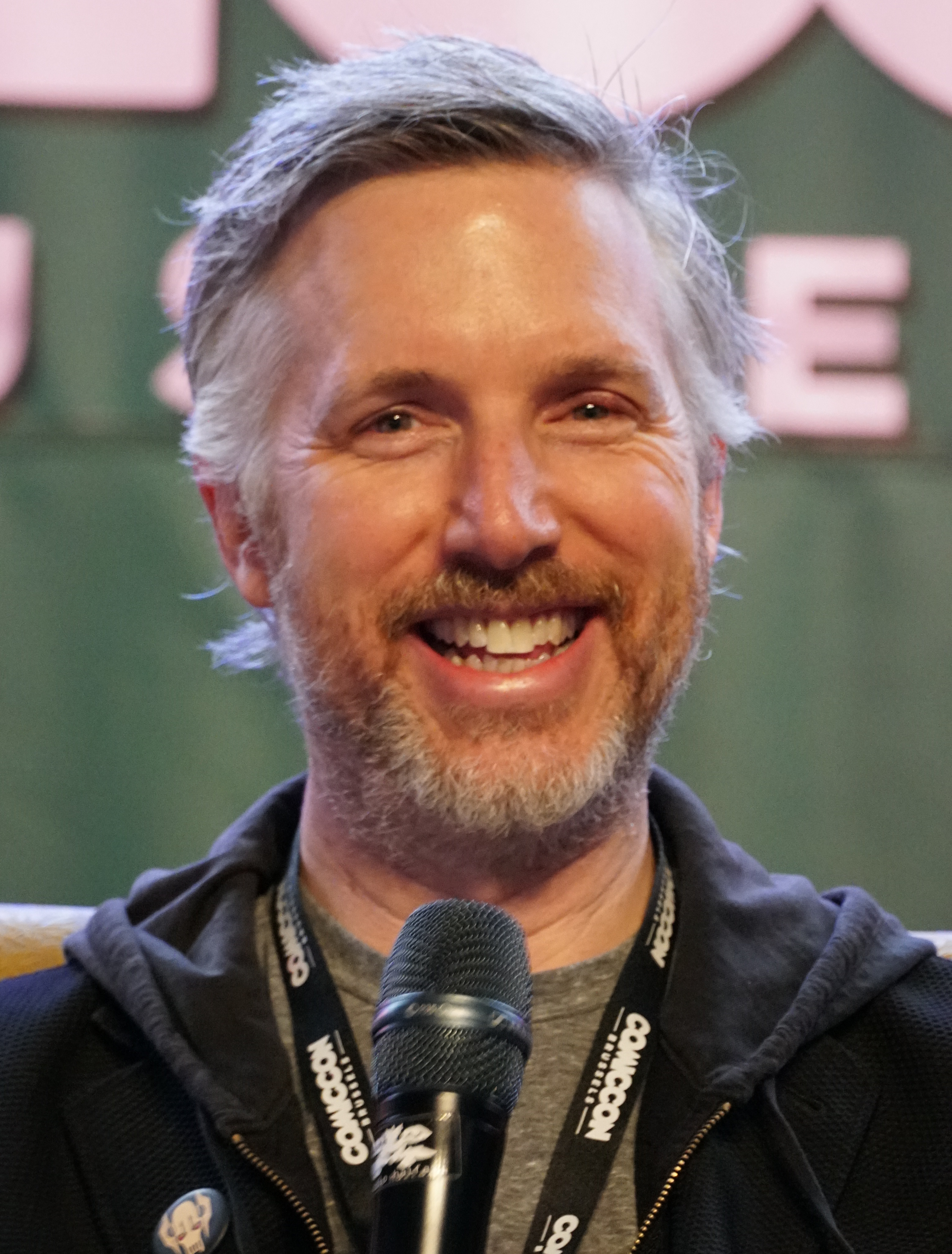
Matthew Wood (2019)

Matthew Wood (* 15. August 1972 in Walnut Creek, Kalifornien) ist ein US-amerikanischer Tontechniker und Synchronsprecher. Er arbeitet zurzeit bei Skywalker Sound und entwickelte einige Neuerungen für den Motion Picture Sound.

## Biografie
Matthew Wood wurde 1991 bei Skywalker Sound in Marin County, Kalifornien eingestellt. Dort hält er momentan die Position des Supervising Sound Editors inne. In den ersten Jahren wirkte er an einigen Produktionen wie Night of the Black Widow (1992, als Sound Supervisor) und Die Abenteuer des jungen Indiana Jones (5 Episoden, 1992–1993, als Assistant Sound Editor) mit.
Der Film Titan A.E. brachte ihm einen Golden Reel Award ein. Wood war ebenfalls an dem Film Armageddon – Das jüngste Gericht als Assistant Sound Designer beteiligt.
Im Jahre 1999 knüpfte der Star Wars - Fan erstmals Kontakte zur Saga von George Lucas. Bei der Produktion von Star Wars: Episode I – Die dunkle Bedrohung war er als Supervising Sound Editor maßgeblich an der Tonarbeit beteiligt. Außerdem stellte er Twi'lek Bib Fortuna sowie den Podrenner-Piloten Ody Mandrell dar und synchronisierte sie in der englischen Originalversion.
In Star Wars: Episode II – Angriff der Klonkrieger war Matthew Wood ebenfalls als Tontechniker, Schauspieler und Synchronsprecher beteiligt. Unter anderem verlieh er den Kampf-Droiden im Film ihre unverkennbare Stimme. Darüber hinaus spielte er die Rollen von Seboca and Magaloof. Nach Abschluss der Dreharbeiten von Episode 2 nahm er am American Conservatory Theater (ACT) in San Francisco weiteren Schauspielunterricht, welchen er rechtzeitig zu Beginn der Dreharbeiten an Star Wars: Episode III – Die Rache der Sith abgeschlossen hatte. Im dritten Teil der Prequel-Trilogie lieh Wood unter anderem dem Droidengeneral General Grievous seine Stimme.
Gemeinsam mit Ben Burtt, seinem Freund und Mentor, arbeitete er als Supervising Sound Editor am letzten Teil der Prequel-Trilogie von Star Wars. In diesem Film synchronisierte Wood die markante Stimme von General Grievous, welcher ihn in der Star Wars - Szene sehr bekannt machte. Erneut übernahm er auch die Synchronisierung aller Kampf-Droiden und hatte einen Kurz-Auftritt als Orn Free Taa. Für das Sound-Design von Episode 3 erhielt er einen Satellite Award.
Auf die Star Wars - Filme folgten einige andere Projekte. So arbeitete er beispielsweise an dem animierten Pixar-Film Wall·E mit, für den er eine Nominierung für den Oscar und den British Academy Film Award erhielt. Selbiges erreichte er auch mit seinen Tonarbeiten an There Will Be Blood. Außerdem arbeitete er, zusammen mit Ben Burtt, unter anderem an den beiden Spielberg-Produktionen München und Indiana Jones und das Königreich des Kristallschädels.
Mit dem Beginn der Produktion von Star Wars: The Clone Wars kehrte er zurück ins Star Wars - Universum. In der Serie ist Matthew Wood als Synchronsprecher stark vertreten. Er spricht unter anderem die Stimme der Charaktere Poggle und Wat Tambor sowie der Kampfdroiden und von General Grievous. Für seine Arbeit an der Serie erhielt er seinen zweiten Golden Reel Award.

## Filmografie

### Toncrew
- 1991: Lieblingsfeinde – Eine Seifenoper (Berater: SoundDroid)
- 1992: Night of the Black Widow (Tonleitung)
- 1992: The American Gangster (Dialogue Assembly)
- 1992–1993: Die Abenteuer des jungen Indiana Jones (Assistant Sound Editor)
- 1993: From Shore to Shore: Irish Traditional Music in New York City (Post-Production Sound Consultant)
- 1993: Kingdom Come (Tonschnitt)
- 1993: Streets of New York (Berater: SoundDroid)
- 1994: 500 Nations – Die Geschichte der Indianer (Dialogschnitt)
- 1994: Radioland Murders – Wahnsinn auf Sendung (Assistant Supervising Sound Editor)
- 1994: The Adventures of Young Indiana Jones: Hollywood Follies (Assistant Sound Editor)
- 1994: Quiz Show (Assistant Sound Editor)
- 1994: China: The Wild East (Assistant Sound Editor)
- 1995: Alchemy (Supervising Sound Editor)
- 1995: Indiana Jones und der rote Baron (Assistant Sound Editor)
- 1995: Last Supper – Die Henkersmahlzeit (Sound Effects Editor)
- 1995: The Adventures of Young Indiana Jones: Treasure of the Peacock's Eye (Assistant Sound Editor)
- 1996: Tage wie dieser … (Foley Editor)
- 1996: The Adventures of Young Indiana Jones: Travels with Father (Assistant Sound Designer)
- 1996: Eraser (Assistant Sound Designer)
- 1996: The Rock – Fels der Entscheidung (Assistant Sound Designer)
- 1996: Mission: Impossible (Foley Editor)
- 1996: Follow Me Home (Assistant Sound Designer)
- 1996: Boys Night Out (Foley Editor)
- 1997: Speed 2: Cruise Control (Assistant Sound Designer)
- 1997: Con Air (Assistant Sound Designer)
- 1997: Volcano (Assistant Sound Designer)
- 1998: Armageddon – Das jüngste Gericht (Assistant Sound Designer)
- 1998: In Gottes Hand (Sound Effects Editor)
- 1999: The Adventures of Young Indiana Jones: Daredevils of the Desert (Assistant Sound Editor)
- 1999: Der 13. Krieger (Assistant Sound Designer)
- 1999: Star Wars: Episode I – Die dunkle Bedrohung (ADR recordist und Supervising Sound Editor)
- 1999: The Adventures of Young Indiana Jones: The Trenches of Hell (Assistant Sound Editor)
- 1999: The Adventures of Young Indiana Jones: Spring Break Adventure (Assistant Sound Editor)
- 1999: The Adventures of Young Indiana Jones: The Phantom Train of Doom (Assistant Sound Editor)
- 1999: The Adventures of Young Indiana Jones: Masks of Evil (Assistant Sound Editor)
- 1999: The Adventures of Young Indiana Jones: Oganga, the Giver and Taker of Life (Assistant Sound Editor)
- 1999: The Adventures of Young Indiana Jones: Tales of Innocence (Assistant Sound Editor)
- 1999: The Adventures of Young Indiana Jones: Adventures in the Secret Service (Assistant Sound Editor)
- 2000: Titan A.E. (Supervising Sound Editor)
- 2002: Star Wars: Episode II – Angriff der Klonkrieger (Supervising Sound Editor)
- 2004: Neid (ADR Recordist)
- 2004: Der Boxer 3D – So werden Helden gemacht (Sounddesigner)
- 2005: München (Sound Design Recordist)
- 2005: Feast (Supervising Sound Editor)
- 2005: Instant Dads (Post-Production Sound Supervisor)
- 2005: Star Wars: Episode III – Die Rache der Sith (Supervising Sound Editor)
- 2005: Psychonauts (Voice Editor)
- 2006: Zoom – Akademie für Superhelden (Supervising Sound Editor)
- 2007: The Adventures of Young Indiana Jones: Demons of Deception (Assistant Sound Editor)
- 2007: The Adventures of Young Indiana Jones: Espionage Escapades (Assistant Sound Editor)
- 2007: The Adventures of Young Indiana Jones: Love's Sweet Song (Assistant Sound Editor)
- 2007: The Adventures of Young Indiana Jones: Journey of Radiance (Assistant Sound Editor)
- 2007: The Adventures of Young Indiana Jones: The Perils of Cupid (Assistant Sound Editor)
- 2007: The Adventures of Young Indiana Jones: Passion for Life (Assistant Sound Editor)
- 2007: The Adventures of Young Indiana Jones: My First Adventure (Assistant Sound Editor)
- 2007: There Will Be Blood (Supervising Sound Editor)
- 2008–2014; 2020: Star Wars: The Clone Wars (Supervising Sound Editor)
- 2008: Robot Chicken: Star Wars Episode II (Supervising Sound Editor)
- 2008: Fanboys (Supervising Sound Editor)
- 2008: WALL·E – Der Letzte räumt die Erde auf (Supervising Sound Editor)
- 2008: Indiana Jones und das Königreich des Kristallschädels (Sound Database Tools)
- 2008: The Adventures of Young Indiana Jones: Winds of Change (Assistant Sound Editor)
- 2008: The Adventures of Young Indiana Jones: Scandal of 1920 (Assistant Sound Editor)
- 2010: Faith and Dreams (Mix Stage Editor)

### Darsteller

#### Film
- 1999: Star Wars: Episode I – Die dunkle Bedrohung (Star Wars: Episode I – The Phantom Menace)
- 2002: Star Wars: Episode II – Angriff der Klonkrieger (Star Wars: Episode II – Attack of the Clones)
- 2005: Star Wars: Episode III – Die Rache der Sith (Star Wars: Episode III – Revenge of the Sith)
- 2008: Star Wars: The Clone Wars
- 2013: Star Trek Into Darkness
- 2015: Star Wars: Das Erwachen der Macht (Star Wars: The Force Awakens)
- 2017: Die Schlümpfe – Das verlorene Dorf (Smurfs: The Lost Village)
- 2017: Emoji – Der Film (The Emoji Movie)
- 2017: Die Eiskönigin – Olaf taut auf (Olaf’s Frozen Adventure)
- 2018: Next Gen – Das Mädchen und ihr Roboter (Next Gen)
- 2019: Knives Out – Mord ist Familiensache (Knives Out)
- 2019: Star Wars: Der Aufstieg Skywalkers (Star Wars: The Rise of Skywalker)
- 2025: The Fantastic Four: First Steps (Stimme)

#### Serien
- 2008: Robot Chicken (Episode: „President Evil“)
- 2008–2014, 2020: Star Wars: The Clone Wars (69 Episoden)
- 2014–2018: Star Wars Rebels (13 Episoden)
- 2016–2017: Lego Star Wars: Die Abenteuer der Freemakers (Lego Star Wars: The Freemaker Adventures, 31 Episoden)
- 2018: Star Wars: Die Mächte des Schicksals (Star Wars Forces of Destiny, Episode: „Triplecross“)
- 2018: Lego Star Wars: All-Stars (5 Episoden)
- 2018–2020: Star Wars Resistance (6 Episoden)
- 2020: The Mandalorian (Episode: „Kapitel 16“)
- 2022: Das Buch von Boba Fett (The Book of Boba Fett, Episode: „The Gathering Storm“)
- 2022: Willow (8 Episoden)
- 2025: Star Wars: Geschichten (1 Episode)

#### Videospiele
| Jahr | Titel                                           | Originaltitel                                | Rolle                                                                        |
| ---- | ----------------------------------------------- | -------------------------------------------- | ---------------------------------------------------------------------------- |
| 2005 | Star Wars: Episode III – Die Rache der Sith     | Star Wars: Episode III – Revenge of the Sith | General Grievous                                                             |
| 2005 | Star Wars: Battlefront II                       |                                              | General Grievous                                                             |
| 2008 | Star Wars: The Clone Wars - Lichtschwert-Duelle | Star Wars: The Clone Wars – Lightsaber Duels | Kampfdroiden                                                                 |
| 2009 | Star Wars: The Clone Wars – Republic Heroes     | Star Wars: The Clone Wars – Republic Heroes  | Kampfdroiden                                                                 |
| 2009 | Brütal Legend                                   |                                              | Fire Barons                                                                  |
| 2010 | Star Wars: Clone Wars Adventures                | Clone Wars Adventures                        | General Grievous, Kampfdroiden, Wat Tambor, Poggle der Geringere und weitere |
| 2011 | Lego Star Wars III: The Clone Wars              | Lego Star Wars III: The Clone Wars           | General Grievous, Kampfdroiden                                               |
| 2012 | Kinect Star Wars                                |                                              | B1 Droide, B1 Trando, B2 Droide, Red 13, General Grievous                    |
| 2015 | Disney Infinity 3.0                             |                                              | General Grievous, Kampfdroiden                                               |
| 2016 | Lego Star Wars: Das Erwachen der Macht          | Lego Star Wars: The Force Awakens            | General Grievous, Ello Asty, Quiggold                                        |
| 2017 | Star Wars Battlefront II                        | Star Wars Battlefront II                     | General Grievous, Kampfdroiden, Kylo Ren (Maskiert)                          |
| 2021 | Lego Star Wars: Die Skywalker Saga              | Lego Star Wars: The Skywalker Saga           | General Grievous, Kampfdroiden                                               |

### Schnittcrew
- Die Abenteuer des jungen Indiana Jones (1992–1993, Schnittassistenz)

### Sonstige Beteiligungen
- Manassas: End of Innocence (2002, Digital Architect)
- Secret Weapons of the Luftwaffe (1991, Spieletester)
- Night Shift (1990, Spieletester)
- The Secret of Monkey Island (1990, Lead Tester)
- Hudson Hawk – Der Meisterdieb (1991, Lichtdouble: on-camera)